# IPhone 6s
O iPhone 6s é a nona geração do iPhone desenvolvida pela Apple. Foi anunciado no dia 9 de setembro de 2015, durante um evento da Apple em São Francisco, na Califórnia. O iPhone 6s é o sucessor do iPhone 6 e traz melhorias nas especificações de hardware, assim como o 3D Touch, que é uma tecnologia que permite o reconhecimento da pressão do toque na tela do dispositivo. O iPhone 6s recebe atualizações até os dias de hoje, sendo compatível com o IOS 15.

## Especificações
A novidade fica por melhorias no sensor de digitais chamado de Touch ID, alumínio série 7000 na construção e várias melhorias internas de câmera e hardware. Foi introduzida no iPhone 6s a nova tecnologia chamada de 3D Touch, que usa o reconhecimento de pressão na tela para permitir que diferentes ações possam ser realizadas dependendo do nível de pressão do toque do usuário. Apesar de ser similar ao Force Touch usado no MacBook e no Apple Watch, o 3D Touch é mais sensível e consegue reconhecer mais níveis de pressão de toque do que o Force Touch. O design do iPhone 6s é praticamente idêntico ao do iPhone 6. Pela primeira vez em quatro anos, a câmera traseira do iPhone agora tem 12 MP, e passou a gravar vídeos em resolução 4K. A sua câmera dianteira possui 5 MP e a tela do iPhone pode ser agora inteiramente iluminada, usando a tecnologia chamada de "Retina Flash", que durante alguns segundos ilumina o display em até 3x mais, funcionando como um grande flash para que selfies melhores sejam tiradas. O iPhone 6s possui o processador Apple A9, que segundo a Apple é 70% mais rápido que o anterior, o Apple A8.
Além das tradicionais cores:space gray, gold e silver, foi introduzida a nova cor rose gold.